# C/2012 F6 (Lemmon)
C/2012 F6 (Lemmon) este o cometă periodică vizibilă cu ochiul liber în emisfera sudică până la sfârșitul lunii martie 2013. Ea a fost descoperită în martie 2012 de A. R. Gibbs, cu ajutorul telescopului de 1,5 metri de la Mount Lemmon Survey, situat la nord de Tucson în Arizona.

Distanța minimă dintre planeta noastră și cometa C/2012 F6 (Lemmon) a fost, la 5 februarie 2013, cu ceva mai mică decât 1 ua.

### Articole conexe
- C/2011 L4 (PANSTARRS)
- C/2012 S1, o cometă care ar putea fi vizibilă cu ochiul liber la sfârșitul lui 2013.
- 2013 în astronomie
- Listă a obiectelor astronomice observabile cu ochiul liber
- Listă de comete